# Plán 9
Plán 9 (též Plán 9 z vesmíru, v anglickém originále Plan 9 from Outer Space) je americký film režiséra Eda Wooda uvedený roku 1959. Film se stal nejznámějším Woodovým snímkem a byl také označen za „nejhorší film, který byl kdy natočen“. Jeho tématem je mimozemská invaze na Zemi. Mělo jít o sci-fi horor, pro svou otřesnou technickou i uměleckou úroveň však dosáhl kultovní proslulosti spíše jako nechtěná absurdní komedie.
Film byl natočen už koncem roku 1956 a původně se jmenoval Grave Robbers from Outer Space („Vykradači hrobů z vesmíru“). Je přehlídkou mizerných hereckých výkonů i filmových triků (např. létající talíře byly ztvárněny poklicemi z aut), bídného scénáře, režie, střihu (například se v záběrech nahodile střídají noc a den), zvuku a dalších filmových složek. Ačkoliv byl pořízen za extrémně nízký rozpočet ve výši 60 tisíc dolarů, ani tyto prostředky se nevrátily.

## Zajímavosti
Z historického hlediska je film památný tím, že se jedná o poslední snímek, ve kterém vystupuje někdejší hororová hvězda Bela Lugosi. Ten sice těsně před začátkem natáčení zemřel, ale Wood tuto obtíž vyřešil zčásti opakovaným použitím několika málo archivních záběrů (aniž by měly zřejmou souvislost se zbytkem filmu), zčásti nasazením dubléra, který však nebyl Lugosimu nijak podobný (byl to chiropraktik jeho ženy), takže byl neustále odvrácený nebo si zakrýval tvář cípem pláště.
- Celý film Plan 9 (anglicky)